# Anarâškielâ servi

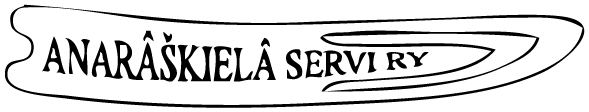
Anarâškielâ servis logo

Anarâškielâ servi ("Enaresamernas språkförening") är en samisk förening i Enare i Finland. 
Föreningen bildades i Ivalo 1986 av bland andra Matti Morottaja, som också var föreningens första ordförande. Föreningens syfte är att befrämja användningen av enaresamiska. Föreningen startade 1987 intensivkurser i enaresamiska enligt språkbadsmetoden, i ett program som kallades Kielâpiervâl ("Språkbo"), för 3–6-åringar i skolor och daghem i Enare kyrkby och Ivalo. Detta visade sig bli verksamt för att öka antalet enaresamisktalande, särskilt bland ungdomar och yngre vuxna. Föreningen fick för sitt språkarbete Gollegiellapriset 2004.  
Anarâškielâ servi har gett ut bland annat böcker och filmer. Under åren 2007–2011 gav föreningen också ut webbtidningen Kierâš.